# Рудольф Панвіц
Рудольф Панвіц (27 травня 1881, Кросно-на-Одері, Провінція Бранденбург, Прусія — 23 березня 1969, Астано, Тічино, Швейцарія) — німецький письменник, поет і філософ. Погляди Панвіца поєднували натурфілософію, ніцшеанство, пан-європейський романтизм. Запровадив поняття постмодерну.

## Біографія
Навчався германістики, філософії, класичної філології і санскриту в Марбурзі і Берліні. Зазнав глибокого впливу Ніцше. Був близький до кола Стефана Ґеорґе. У 1904 став одним із засновників журналу Харон (1904—1914), який виступав з критикою натуралізму і прокладав шляхи німецькому експресіонізму. У 1921—1948 жив неподалік від Дубровника, на маленькому острові Колочеп, одному з Елафітскіх островів, потім у Швейцарії. Популярність в інтелектуальних колах Європи мала серія його есеїстичних книг, присвячених кризі культури. В одній з них, що так і називалась «Криза європейської культури» (1917), він ввів поняття постмодерну, що стало багато пізніше знаменитим.
Листувався з  Гуґо Гофмансталем, Ґергартом Гауптманом, Альбертом Вервеєм (перекладав вірші останнього). У 1948 мав зустріч з Германом Гессе, що переросла у багатолітню дружбу з автором «Степового вовка».

## Творчість
Виступав як поет, есеїст, філософ культури, тлумач античної та німецької міфології.

## Твори

### Вірші та поеми
- Prometheus (1902, поема)
- Urblick (1926)
- Hymnen aus Widars Wiederkehr (1927)
- König Laurin (1956, поема)
- Wasser wird sich ballen (1963)

### Есе, філософські праці
- Der Volksschullehrer und die deutsche Sprache (1907)
- Der Volksschullehrer und die deutsche Kultur (1909)
- Zur Formenkunde der Kirche (1912)
- Dionysische Tragödien (1913)
- Die Freiheit des Menschen (1917)
- Die Krisis der europaeischen Kultur (1917)
- Deutschland und Europa (1918)
- Baldurs Tod (1919)
- Das Kind Aion. Der Erste Ring oder Der Ring der Zeit (1919)
- Faustus und Helena (1920)
- Aus dem Chaos zur Gemeinschaft (1921)
- Orplid (1923)
- Kosmos Atheos (1926)
- Die deutsche Idee Europa (1931)
- Lebenshilfe (1938)
- Nietzsche und die Verwandlung des Menschen (1940)
- Das Weltalter und die Politik (1948)
- Der Nihilismus und die werdende Welt (1951)
- Beiträge zu einer europäischen Kultur (1954)
- Kommunismus, Faschismus, Demokratie (1961)

## Визнання
У 1952 обраний членом Німецької академія мови і поезії. Його було нагороджено Німецьким хрестом заслуги, Преміями Шиллера та Андреаса Ґрифіуса.